# 2631 Zhejiang
2631 Zhejiang este un asteroid din centura principală, descoperit pe 7 octombrie 1980 de Observatorul Zijinshan.